# Sanogasta pehuenche
Sanogasta pehuenche là một loài nhện trong họ Anyphaenidae.
Loài này thuộc chi Sanogasta. Sanogasta pehuenche được M. J. Ramírez miêu tả năm 2003.